# UEFA Women's Champions League 2018-2019
La UEFA Women's Champions League 2018-2019 è stata la diciottesima edizione della massima competizione UEFA per squadre femminili di calcio. Il torneo è iniziato il 7 agosto 2018 e si conclude il 18 maggio 2019 con la finale, che si svolge alla Groupama Arena di Budapest, in Ungheria. L'Olympique Lione ha vinto il trofeo per la sesta volta nella sua storia, quarta consecutiva, battendo in finale il Barcellona.

## Formato
Partecipano al torneo 2018-2019 un totale di 60 squadre provenienti da 48 diverse federazioni affiliate alla UEFA. Il coefficiente UEFA viene utilizzato per determinare il numero di partecipanti per ogni federazione:
- Le federazioni alle posizioni di classifica dalla numero 1 alla numero 12 hanno il diritto di iscrizione di due squadre.
- Tutte le altre federazioni hanno la facoltà di iscrivere una sola squadra alla fase di qualificazione.
- La vincitrice dell'edizione 2017-2018 acquisisce di diritto di iscrizione anche se nella stagione nazionale 2017-2018 non è riuscita a qualificarsi per il torneo. Dato che l'Olympique Lione ha vinto la stagione di Division 1 Féminine 2017-2018, questa regola non si è applicata.

## Ranking
Per l'edizione 2018-2019 della UEFA Women's Champions League, alle squadre sono assegnati posti in base al loro coefficiente all'anno 2017, il quale tiene conto delle loro prestazioni in competizioni europee dalla stagione 2012-2013 a quella 2016-2017.
| Pos. | Federazione     | Coeff. | Sq. |
| ---- | --------------- | ------ | --- |
| 1    | Germania        | 86,000 | 2   |
| 2    | Francia         | 80,000 | 2   |
| 3    | Svezia          | 61,500 | 2   |
| 4    | Inghilterra     | 53,000 | 2   |
| 5    | Spagna          | 44,000 | 2   |
| 6    | Danimarca       | 38,500 | 2   |
| 7    | Italia          | 37,000 | 2   |
| 8    | Russia          | 35,500 | 2   |
| 9    | Svizzera        | 33,000 | 2   |
| 10   | Repubblica Ceca | 33,000 | 2   |
| 11   | Austria         | 28,000 | 2   |
| 12   | Norvegia        | 27,500 | 2   |
| 13   | Scozia          | 26,000 | 1   |
| 14   | Paesi Bassi     | 25,000 | 1   |
| 15   | Kazakistan      | 21,000 | 1   |
| 16   | Polonia         | 20,000 | 1   |
| 17   | Cipro           | 18,000 | 1   |
| 18   | Islanda         | 17,000 | 1   |
| 19   | Serbia          | 15,500 | 1   |

| Pos. | Federazione          | Coeff. | Sq. |
| ---- | -------------------- | ------ | --- |
| 20   | Romania              | 15,000 | 1   |
| 21   | Ungheria             | 14,000 | 1   |
| 22   | Belgio               | 13,500 | 1   |
| 23   | Bosnia ed Erzegovina | 13,000 | 1   |
| 24   | Lituania             | 12,000 | 1   |
| 25   | Turchia              | 12,000 | 1   |
| 26   | Slovenia             | 11,000 | 1   |
| 27   | Finlandia            | 11,000 | 1   |
| 28   | Portogallo           | 10,500 | 1   |
| 29   | Bielorussia          | 10,000 | 1   |
| 30   | Ucraina              | 9,500  | 1   |
| 31   | Grecia               | 8,500  | 1   |
| 32   | Irlanda              | 8,500  | 1   |
| 33   | Croazia              | 7,500  | 1   |
| 34   | Israele              | 7,000  | 1   |
| 35   | Estonia              | 5,500  | 1   |
| 36   | Bulgaria             | 5,000  | 1   |
| 37   | Slovacchia           | 4,500  | 1   |

| Pos. | Federazione      | Coeff. | Sq.  |
| ---- | ---------------- | ------ | ---- |
| 38   | Fær Øer          | 3,000  | 1    |
| 39   | Irlanda del Nord | 3,000  | 1    |
| 40   | Galles           | 2,000  | 1    |
| 41   | Montenegro       | 1,500  | 1    |
| 42   | Albania          | 1,500  | 1    |
| 43   | Kosovo           | 1,000  | 1    |
| 44   | Lettonia         | 1,000  | 1    |
| 45   | Macedonia        | 1,000  | 1    |
| 46   | Moldavia         | 0,500  | 1    |
| 47   | Malta            | 0,500  | 1    |
| 48   | Lussemburgo      | 0,000  | (NI) |
| (NP) | Andorra          | 0,000  | (NI) |
| (NP) | Armenia          | 0,000  | (NI) |
| (NP) | Azerbaigian      | 0,000  | (NI) |
| (NP) | Georgia          | 0,000  | 1    |
| (NP) | Gibilterra       | 0,000  | (NI) |
| (NP) | Liechtenstein    | 0,000  | (NI) |
| (NP) | San Marino       | 0,000  | (NI) |

Legenda:
- (NI) - Non partecipa
- (NP) - Nessuna posizione (l'associazione non ha partecipato alle cinque stagioni utilizzate per il calcolo dei coefficienti)

## Squadre partecipanti
La seguente lista contiene le squadre qualificate per il torneo e che competeranno per l'edizione in corso. Con DT si è indicata la detentrice del titolo, con CN la squadra campione nazionale, con 2ª la seconda classificata. Per la prima volta dalla nascita della UEFA Women's Champions League la squadra faroese del KÍ Klaksvík non si è qualificata alla competizione. La Fiorentina ha preso il posto del Brescia, secondo classificato in Serie A e che ha ceduto il proprio titolo sportivo per la stagione 2018-2019 all'A.C. Milan. L'Elpides Karditsas, secondo classificato nella Alpha Ethniki, ha preso il posto del PAOK, campione greco in carica, ma squalificato dalla UEFA.
| Sedicesimi di finale     | Sedicesimi di finale        | Sedicesimi di finale      | Sedicesimi di finale      |
| ------------------------ | --------------------------- | ------------------------- | ------------------------- |
| Wolfsburg (CN)           | Bayern Monaco (2ª)          | Olympique Lione (CN) (DT) | Paris Saint-Germain (2ª)  |
| Linköping (CN)           | Rosengård (2ª)              | Chelsea (CN)              | Manchester City (2ª)      |
| Atlético Madrid (CN)     | Barcellona (2ª)             | Fortuna Hjørring (CN)     | Brøndby (2ª)              |
| Juventus (CN)            | Fiorentina (3ª)             | Zvezda 2005 Perm' (CN)    | Rjazan'-VDV (2ª)          |
| Zurigo (CN)              | Sparta Praga (CN)           | St. Pölten (CN)           | LSK Kvinner (CN)          |
| Fase di qualificazione   |                             |                           |                           |
| Basilea (2ª)             | Slavia Praga (2ª)           | Landhaus Vienna (2ª)      | Avaldsnes (2ª)            |
| Glasgow City (CN)        | Ajax (CN)                   | BIIK Kazygurt (CN)        | Górnik Łęczna (CN)        |
| Barcelona FA (CN)        | Þór/KA (CN)                 | Spartak Subotica (CN)     | Olimpia Cluj (CN)         |
| MTK Hungária (CN)        | Anderlecht (CN)             | SFK 2000 (CN)             | Gintra Universitetas (CN) |
| Ataşehir Belediyesi (CN) | Olimpia Lubiana (CN)        | Honka (CN)                | Sporting Lisbona (CN)     |
| Minsk (CN)               | Žytlobud-1 Charkiv (CN)     | Elpides Karditsas (2ª)    | Wexford Youths (CN)       |
| Osijek (CN)              | Kiryat Gat (CN)             | Pärnu (CN)                | NSA Sofia (CN)            |
| Slovan Bratislava (CN)   | EB/Streymur/Skála (CN)      | Linfield (CN)             | Cardiff Metropolitan (CN) |
| Breznica (CN)            | Vllaznia (CN)               | Mitrovica (CN)            | Rīgas FS (CN)             |
| Dragon 2014 (CN)         | Agarista-ȘS Anenii Noi (CN) | Birkirkara (CN)           | Martve (CN)               |

## Turni e sorteggi
La UEFA ha fissato il calendario della competizione e gli abbinamenti che saranno necessari nello svolgersi del torneo nella sua sede di Nyon, Svizzera.
| Turno          | Sorteggio       | Andata                                       | Ritorno                                      |
| -------------- | --------------- | -------------------------------------------- | -------------------------------------------- |
| Qualificazioni | 22 giugno 2018  | 7-13 agosto 2018                             | 7-13 agosto 2018                             |
| Sedicesimi     | 17 agosto 2018  | 12-13 settembre 2018                         | 26-27 settembre 2018                         |
| Ottavi         | 1º ottobre 2018 | 17-18 ottobre 2018                           | 31 ottobre / 1º novembre 2018                |
| Quarti         | 9 novembre 2018 | 20-21 marzo 2019                             | 27-28 marzo 2019                             |
| Semifinali     | 9 novembre 2018 | 20-21 aprile 2019                            | 27-28 aprile 2019                            |
| Finale         | 9 novembre 2018 | 18 maggio 2019 alla Groupama Arena, Budapest | 18 maggio 2019 alla Groupama Arena, Budapest |

## Qualificazioni
Il sorteggio per il turno di qualificazione si è tenuto il 22 giugno 2018. Le 40 squadre che partecipano ai preliminari sono state divise in quattro fasce da dieci per il sorteggio in base al coefficiente UEFA del club, il quale tiene conto delle prestazioni nelle competizioni europee dalla stagione 2013-2014 alla 2017-2018 più il 33% del valore del coefficiente assegnato alla federazione nello stesso intervallo di tempo. In ogni gruppo, le squadre giocano una contro l'altra in un mini-torneo all'italiana con le teste di serie preselezionate. Le dieci vincitrici dei gironi e le migliori due seconde acquisiscono il diritto di accedere ai sedicesimi di finale.
In caso di parità di punti tra due o più squadre di uno stesso gruppo, le posizioni in classifica verranno determinate prendendo in considerazione, nell'ordine, i seguenti criteri:
1. maggiore numero di punti negli scontri diretti tra le squadre interessate (classifica avulsa);
2. migliore differenza reti negli scontri diretti tra le squadre interessate (classifica avulsa);
3. maggiore numero di reti segnate negli scontri diretti tra le squadre interessate (classifica avulsa);
4. se, dopo aver applicato i criteri dall'1 al 3, ci sono squadre ancora in parità di punti, i criteri dall'1 al 3 si riapplicano alle sole squadre in questione. Se continua a persistere la parità, si procede con i criteri dal 5 al 9;
5. migliore differenza reti;
6. maggiore numero di reti segnate;
7. calci di rigore se le due squadre sono a parità di punti al termine dell'ultima giornata;
8. classifica del fair play;
9. posizione nel ranking UEFA.

N.B. Nella dicitura dei gironi viene indicata in corsivo la squadra ospitante.

### Gruppo 1
| Pos | Squadra        | Pt | G | V | N | P | GF | GS | DR |
| --- | -------------- | -- | - | - | - | - | -- | -- | -- |
| 1.  | Ajax           | 7  | 3 | 2 | 1 | 0 | 6  | 1  | +5 |
| 2.  | Þór/KA         | 7  | 3 | 2 | 1 | 0 | 5  | 0  | +5 |
| 3.  | Wexford Youths | 3  | 3 | 1 | 0 | 2 | 4  | 9  | -5 |
| 4.  | Linfield       | 0  | 3 | 0 | 0 | 3 | 2  | 7  | -5 |

|                | AJA   | ÞÓR   | WEX   | LIN   |
| -------------- | ----- | ----- | ----- | ----- |
| Ajax           |       |       | 4 - 1 | 2 - 0 |
| Þór/KA         | 0 - 0 |       |       | 2 - 0 |
| Wexford Youths |       | 0 - 3 |       |       |
| Linfield       |       |       | 2 - 3 |       |

### Gruppo 2
| Pos | Squadra           | Pt | G | V | N | P | GF | GS | DR  |
| --- | ----------------- | -- | - | - | - | - | -- | -- | --- |
| 1.  | Barcelona FA      | 9  | 3 | 3 | 0 | 0 | 10 | 0  | +10 |
| 2.  | Minsk             | 6  | 3 | 2 | 0 | 1 | 7  | 2  | +5  |
| 3.  | Slovan Bratislava | 3  | 3 | 1 | 0 | 2 | 1  | 3  | -2  |
| 4.  | Olimpia Lubiana   | 0  | 3 | 0 | 0 | 3 | 0  | 13 | -13 |

|                   | MIN   | BAR   | OLI   | SLO   |
| ----------------- | ----- | ----- | ----- | ----- |
| Minsk             |       |       | 6 - 0 | 1 - 0 |
| Barcelona FA      | 2 - 0 |       |       | 2 - 0 |
| Olimpia Lubiana   |       | 0 - 6 |       |       |
| Slovan Bratislava |       |       | 1 - 0 |       |

### Gruppo 3
| Pos | Squadra       | Pt | G | V | N | P | GF | GS | DR  |
| --- | ------------- | -- | - | - | - | - | -- | -- | --- |
| 1.  | Glasgow City  | 6  | 3 | 2 | 0 | 1 | 10 | 2  | +8  |
| 2.  | Anderlecht    | 6  | 3 | 2 | 0 | 1 | 12 | 2  | +10 |
| 3.  | Górnik Łęczna | 6  | 3 | 2 | 0 | 1 | 13 | 2  | +11 |
| 4.  | Martve        | 0  | 3 | 0 | 0 | 3 | 0  | 29 | -29 |

|               | GLA   | GÓR   | AND    | MAR    |
| ------------- | ----- | ----- | ------ | ------ |
| Glasgow City  |       |       | 1 - 2  | 7 - 0  |
| Górnik Łęczna | 0 - 2 |       |        | 12 - 0 |
| Anderlecht    |       | 0 - 1 |        |        |
| Martve        |       |       | 0 - 10 |        |

### Gruppo 4
| Pos | Squadra             | Pt | G | V | N | P | GF | GS | DR  |
| --- | ------------------- | -- | - | - | - | - | -- | -- | --- |
| 1.  | Slavia Praga        | 9  | 3 | 3 | 0 | 0 | 15 | 3  | +12 |
| 2.  | MTK Hungária        | 4  | 3 | 1 | 1 | 1 | 9  | 7  | +2  |
| 3.  | Ataşehir Belediyesi | 4  | 3 | 1 | 1 | 1 | 10 | 10 | 0   |
| 4.  | Mitrovica           | 0  | 3 | 0 | 0 | 3 | 2  | 16 | -14 |

|                     | SLA   | MTK   | ATA   | MIT   |
| ------------------- | ----- | ----- | ----- | ----- |
| Slavia Praga        |       |       | 7 - 2 | 4 - 0 |
| MTK Hungária        | 1 - 4 |       |       | 6 - 1 |
| Ataşehir Belediyesi |       | 2 - 2 |       |       |
| Mitrovica           |       |       | 1 - 6 |       |

### Gruppo 5
| Pos | Squadra          | Pt | G | V | N | P | GF | GS | DR  |
| --- | ---------------- | -- | - | - | - | - | -- | -- | --- |
| 1.  | Spartak Subotica | 9  | 3 | 3 | 0 | 0 | 10 | 0  | +10 |
| 2.  | Basilea          | 6  | 3 | 2 | 0 | 1 | 7  | 5  | +2  |
| 3.  | Kiryat Gat       | 1  | 3 | 0 | 1 | 2 | 4  | 8  | -4  |
| 4.  | Breznica         | 1  | 3 | 0 | 1 | 2 | 4  | 12 | -8  |

|                  | SPA   | BAS   | KIR   | BRE   |
| ---------------- | ----- | ----- | ----- | ----- |
| Spartak Subotica |       |       | 1 - 0 | 4 - 0 |
| Basilea          | 0 - 5 |       |       | 4 - 0 |
| Kiryat Gat       |       | 0 - 3 |       |       |
| Breznica         |       |       | 4 - 4 |       |

### Gruppo 6
| Pos | Squadra              | Pt | G | V | N | P | GF | GS | DR  |
| --- | -------------------- | -- | - | - | - | - | -- | -- | --- |
| 1.  | Žytlobud-1 Charkiv   | 9  | 3 | 3 | 0 | 0 | 16 | 3  | +13 |
| 2.  | Olimpia Cluj         | 6  | 3 | 2 | 0 | 1 | 10 | 6  | +4  |
| 3.  | Cardiff Metropolitan | 1  | 3 | 0 | 1 | 2 | 6  | 10 | -4  |
| 4.  | Birkirkara           | 1  | 3 | 0 | 1 | 2 | 3  | 16 | -13 |

|                      | OLI   | ŽYT   | CAR   | BIR   |
| -------------------- | ----- | ----- | ----- | ----- |
| Olimpia Cluj         |       |       | 3 - 2 | 6 - 1 |
| Žytlobud-1 Charkiv   | 3 - 1 |       |       | 8 - 0 |
| Cardiff Metropolitan |       | 2 - 5 |       |       |
| Birkirkara           |       |       | 2 - 2 |       |

### Gruppo 7
| Pos | Squadra           | Pt | G | V | N | P | GF | GS | DR |
| --- | ----------------- | -- | - | - | - | - | -- | -- | -- |
| 1.  | BIIK Kazygurt     | 9  | 3 | 3 | 0 | 0 | 9  | 1  | +8 |
| 2.  | Elpides Karditsas | 6  | 3 | 2 | 0 | 1 | 6  | 4  | +2 |
| 3.  | Landhaus Vienna   | 3  | 3 | 1 | 0 | 2 | 3  | 6  | -3 |
| 4.  | Rīgas FS          | 0  | 3 | 0 | 0 | 3 | 2  | 9  | -7 |

|                   | KAZ   | LAN   | ELP   | RĪG   |
| ----------------- | ----- | ----- | ----- | ----- |
| BIIK Kazygurt     |       |       | 2 - 1 | 5 - 0 |
| Landhaus Vienna   | 0 - 2 |       |       | 2 - 1 |
| Elpides Karditsas |       | 3 - 1 |       |       |
| Rīgas FS          |       |       | 1 - 2 |       |

### Gruppo 8
| Pos | Squadra                | Pt | G | V | N | P | GF | GS | DR  |
| --- | ---------------------- | -- | - | - | - | - | -- | -- | --- |
| 1.  | SFK 2000               | 9  | 3 | 3 | 0 | 0 | 10 | 0  | +10 |
| 2.  | Vllaznia               | 6  | 3 | 2 | 0 | 1 | 7  | 7  | 0   |
| 3.  | Pärnu                  | 3  | 3 | 1 | 0 | 2 | 4  | 5  | -1  |
| 4.  | Agarista-ȘS Anenii Noi | 0  | 3 | 0 | 0 | 3 | 1  | 11 | -10 |

|                        | SFK   | PÄR   | VLL   | AGA   |
| ---------------------- | ----- | ----- | ----- | ----- |
| SFK 2000               |       |       | 5 - 0 | 5 - 0 |
| Pärnu                  | 1 - 2 |       |       | 2 - 0 |
| Vllaznia               |       | 3 - 1 |       |       |
| Agarista-ȘS Anenii Noi |       |       | 1 - 4 |       |

### Gruppo 9
| Pos | Squadra              | Pt | G | V | N | P | GF | GS | DR  |
| --- | -------------------- | -- | - | - | - | - | -- | -- | --- |
| 1.  | Gintra Universitetas | 7  | 3 | 2 | 1 | 0 | 17 | 1  | +16 |
| 2.  | Honka                | 7  | 3 | 2 | 1 | 0 | 13 | 1  | +12 |
| 3.  | NSA Sofia            | 3  | 3 | 1 | 0 | 2 | 3  | 14 | -11 |
| 4.  | EB/Streymur/Skála    | 0  | 3 | 0 | 0 | 3 | 0  | 17 | -17 |

|                      | GIN   | NSA   | HON   | EBS   |
| -------------------- | ----- | ----- | ----- | ----- |
| Gintra Universitetas |       |       | 1 - 1 | 7 - 0 |
| NSA Sofia            | 0 - 9 |       |       | 3 - 0 |
| Honka                |       | 5 - 0 |       |       |
| EB/Streymur/Skála    |       |       | 0 - 7 |       |

### Gruppo 10
| Pos | Squadra          | Pt | G | V | N | P | GF | GS | DR  |
| --- | ---------------- | -- | - | - | - | - | -- | -- | --- |
| 1.  | Avaldsnes        | 7  | 3 | 2 | 1 | 0 | 8  | 4  | +4  |
| 2.  | Sporting Lisbona | 6  | 3 | 2 | 0 | 1 | 9  | 3  | +6  |
| 3.  | Osijek           | 4  | 3 | 1 | 1 | 1 | 15 | 5  | +10 |
| 4.  | Dragon 2014      | 0  | 3 | 0 | 0 | 3 | 0  | 20 | -20 |

|                  | AVA   | OSI   | SPO   | DRA    |
| ---------------- | ----- | ----- | ----- | ------ |
| Avaldsnes        |       |       | 3 - 2 | 3 - 0  |
| Osijek           | 2 - 2 |       |       | 13 - 0 |
| Sporting Lisbona |       | 3 - 0 |       |        |
| Dragon 2014      |       |       | 0 - 4 |        |

### Raffronto tra le seconde classificate
Le migliori due tra le seconde classificate si qualificano, insieme alle vincitrici dei gironi, ai sedicesimi di finale. Per determinarne la classifica vengono considerate le partite contro la prima e la terza del gruppo e i criteri per stilare la classifica sono, in ordine di rilevanza, i seguenti:
1. maggior numero di punti ottenuti
2. superiore differenza goal
3. maggior numero di reti segnate
4. miglior punteggio coefficiente club
5. fair play nelle 3 partite del girone

| Pos | Gr | Squadra           | Pt | G | V | N | P | GF | GS | DR |
| --- | -- | ----------------- | -- | - | - | - | - | -- | -- | -- |
| 1.  | 9  | Honka             | 4  | 2 | 1 | 1 | 0 | 6  | 1  | +5 |
| 2.  | 1  | Þór/KA            | 4  | 2 | 1 | 1 | 0 | 3  | 0  | +3 |
| 3.  | 10 | Sporting Lisbona  | 3  | 2 | 1 | 0 | 1 | 5  | 3  | +2 |
| 4.  | 7  | Elpides Karditsas | 3  | 2 | 1 | 0 | 1 | 4  | 3  | +1 |
| 5.  | 3  | Anderlecht        | 3  | 2 | 1 | 0 | 1 | 2  | 2  | 0  |
| 6.  | 6  | Olimpia Cluj      | 3  | 2 | 1 | 0 | 1 | 4  | 5  | -1 |
| 7.  | 2  | Minsk             | 3  | 2 | 1 | 0 | 1 | 1  | 2  | -1 |
| 8.  | 5  | Basilea           | 3  | 2 | 1 | 0 | 1 | 3  | 5  | -2 |
| 9.  | 8  | Vllaznia          | 3  | 2 | 1 | 0 | 1 | 3  | 6  | -3 |
| 10. | 4  | MTK Hungária      | 1  | 2 | 0 | 1 | 1 | 3  | 6  | -3 |

## Fase a eliminazione diretta
Alla fase a eliminazione diretta partecipano 32 squadre, di cui 20 squadre qualificate direttamente ai sedicesimi e le 12 squadre qualificatesi dal turno preliminare. Le fasce per il sorteggio vengono composte in base al coefficiente UEFA dei club. Nei sedicesimi e negli ottavi di finale non possono essere accoppiate squadre dello stesso Paese. In questa fase le squadre si affrontano in partite di andata e ritorno, eccetto che nella finale.
Teste di serie:
- Olympique Lione (111,740) (DT)
- Wolfsburg (125,390)
- Paris Saint-Germain (84,740)
- Barcellona (80,170)
- Rosengård (77,470)
- Manchester City (57,470)
- Bayern Monaco (52,390)
- Fortuna Hjørring (50,045)
- Chelsea (47,470)
- Brøndby (47,045)
- Slavia Praga (45,550)
- Zurigo (43,890)
- Linköping (41,470)
- Zvezda 2005 Perm' (37,395)
- Glasgow City (35,415)
- Sparta Praga (32,550)

Non teste di serie:
- LSK Kvinner (31,920)
- BIIK Kazygurt (28,920)
- Gintra Universitetas (25,270)
- Atlético Madrid (25,170)
- St. Pölten (23,415)
- Fiorentina (19,385)
- Spartak Subotica (19,285)
- SFK 2000 (14,630)
- Avaldsnes (13,920)
- Rjazan'-VDV (13,395)
- Ajax (13,250)
- Juventus (11,385)
- Žytlobud-1 Charkiv (10,470)
- Þór/KA (9,930)
- Barcelona FA (5,940)
- Honka (3,135)

### Sedicesimi di finale
Il sorteggio degli accoppiamenti per le semifinali si è tenuto a Nyon il 17 agosto 2018. L'andata si è disputata il 12-13 settembre 2018, mentre il ritorno si è disputato il 26-27 settembre 2018.
| Squadra 1            | Totale | Squadra 2           | Andata | Ritorno |
| -------------------- | ------ | ------------------- | ------ | ------- |
| Honka                | 1 - 6  | Zurigo              | 0 - 1  | 1 - 5   |
| Fiorentina           | 4 - 0  | Fortuna Hjørring    | 2 - 0  | 2 - 0   |
| Ajax                 | 4 - 1  | Sparta Praga        | 2 - 0  | 2 - 1   |
| Avaldsnes            | 0 - 7  | Olympique Lione     | 0 - 2  | 0 - 5   |
| Rjazan'-VDV          | 0 - 3  | Rosengård           | 0 - 1  | 0 - 2   |
| Juventus             | 2 - 3  | Brøndby             | 2 - 2  | 0 - 1   |
| SFK 2000             | 0 - 11 | Chelsea             | 0 - 5  | 0 - 6   |
| Atlético Madrid      | 3 - 1  | Manchester City     | 1 - 1  | 2 - 0   |
| Þór/KA               | 0 - 3  | Wolfsburg           | 0 - 1  | 0 - 2   |
| Gintra Universitetas | 0 - 7  | Slavia Praga        | 0 - 3  | 0 - 4   |
| BIIK Kazygurt        | 3 - 4  | Barcellona          | 3 - 1  | 0 - 3   |
| Barcelona FA         | 1 - 2  | Glasgow City        | 0 - 2  | 1 - 0   |
| Spartak Subotica     | 0 - 11 | Bayern Monaco       | 0 - 7  | 0 - 4   |
| St. Pölten           | 1 - 6  | Paris Saint-Germain | 1 - 4  | 0 - 2   |
| Žytlobud-1 Charkiv   | 1 - 10 | Linköping           | 1 - 6  | 0 - 4   |
| LSK Kvinner          | 4 - 0  | Zvezda 2005 Perm'   | 3 - 0  | 1 - 0   |

### Ottavi di finale
Il sorteggio degli accoppiamenti per gli ottavi di finale si è tenuto a Nyon il 1º ottobre 2018. L'andata si è disputata il 17-18 ottobre 2018, mentre il ritorno si è disputato il 31 ottobre e il 1º novembre 2018.
| Squadra 1   | Totale | Squadra 2           | Andata | Ritorno |
| ----------- | ------ | ------------------- | ------ | ------- |
| Zurigo      | 0 - 5  | Bayern Monaco       | 0 - 2  | 0 - 3   |
| Wolfsburg   | 10 - 0 | Atlético Madrid     | 4 - 0  | 6 - 0   |
| Ajax        | 0 - 13 | Olympique Lione     | 0 - 4  | 0 - 9   |
| Barcellona  | 8 - 0  | Glasgow City        | 5 - 0  | 3 - 0   |
| Linköping   | 2 - 5  | Paris Saint-Germain | 0 - 2  | 2 - 3   |
| Chelsea     | 7 - 0  | Fiorentina          | 1 - 0  | 6 - 0   |
| Rosengård   | 2 - 3  | Slavia Praga        | 2 - 3  | 0 - 0   |
| LSK Kvinner | 3 - 1  | Brøndby             | 1 - 1  | 2 - 0   |

### Quarti di finale
Il sorteggio degli accoppiamenti per i quarti di finale si è tenuto a Nyon il 9 novembre 2018. L'andata si è disputata il 20-21 marzo 2019, mentre il ritorno si è disputato il 27 marzo 2019.
| Squadra 1       | Totale | Squadra 2           | Andata | Ritorno |
| --------------- | ------ | ------------------- | ------ | ------- |
| Slavia Praga    | 2 - 6  | Bayern Monaco       | 1 - 1  | 1 - 5   |
| Barcellona      | 4 - 0  | LSK Kvinner         | 3 - 0  | 1 - 0   |
| Olympique Lione | 6 - 3  | Wolfsburg           | 2 - 1  | 4 - 2   |
| Chelsea         | 3 - 2  | Paris Saint-Germain | 2 - 0  | 1 - 2   |

### Semifinali
Il sorteggio degli accoppiamenti per le semifinali si è tenuto a Nyon il 9 novembre 2018. L'andata si è disputata il 21 aprile 2019, mentre il ritorno si è disputato il 28 aprile 2019.
| Squadra 1       | Totale | Squadra 2  | Andata | Ritorno |
| --------------- | ------ | ---------- | ------ | ------- |
| Olympique Lione | 3 - 2  | Chelsea    | 2 - 1  | 1 - 1   |
| Bayern Monaco   | 0 - 2  | Barcellona | 0 - 1  | 0 - 1   |

### Finale
| Arbitro: | Anastasija Pustovojtova |

|                                     |           |             |
| Marozsán 5’ Hegerberg 14’, 19’, 30’ | Marcatori | 89’ Oshoala |